# Johann Paul Kremer

Kremer beim Krakauer Auschwitzprozess (1947)

Johann Paul Kremer (* 26. Dezember 1883 in Stelberg bei Köln; † 8. Januar 1965 in Münster) war ein Universitätsprofessor, Anatom, Chirurg und KZ-Arzt in Auschwitz-Birkenau.

## Kindheit und Jugend, Hochschulkarriere
Johann Paul Kremer wurde als Sohn eines Landwirts geboren und besuchte zunächst die Volksschule seines Heimatortes, anschließend die Höhere Bürgerschule und später das Progymnasium in Wipperfürth, das er mit der mittleren Reife verließ. Als Externer bestand er 1909 in Trier das Abitur und studierte in Heidelberg, Straßburg und Berlin Biologie, Mathematik und Philosophie. Nach der Promotion 1914 zum Dr. phil. begann er ein Studium der Medizin und bestand 1918 das medizinische Staatsexamen. Danach promovierte er erneut, diesmal zum Doktor der Medizin. In der Folgezeit arbeitete er als Assistenzarzt und Oberarzt an der Charité.
Nachdem er in Bonn als Chirurg und Anatom gearbeitet hatte, war er ab 1927 am Anatomischen Institut der Westfälischen Wilhelms-Universität in Münster tätig und habilitierte sich 1929. 1936 wurde er dort zum außerordentlichen Professor für Anatomie und menschliche Vererbungslehre berufen. Er hielt bis 1945 Vorlesungen in den Fächern Vererbungslehre, Sportmedizin, Röntgenologie und Anatomie.

## Tätigkeit als KZ-Arzt
Zum 1. August 1932 trat Johann Paul Kremer der NSDAP (Mitgliedsnummer 1.265.405) und 1934 der SS bei (SS-Nummer 262.703).
Während der Semesterferien 1942 meldete er sich zum SS-Lazarett nach Prag und wurde am 29. August 1942 zum KZ Auschwitz-Birkenau abgeordnet, wo er tags darauf eintraf und bis zum 18. November 1942 aushilfsweise als Lagerarzt blieb, ohne allerdings zum festen Stammpersonal des Lagers zu zählen. In dieser Zeit war er stellvertretend bei Exekutionen anwesend, um den Tod der KZ-Häftlinge festzustellen. Außerdem war er während seiner Aushilfszeit bei fünfzehn sogenannten „Sonderaktionen“, d. h. Vergasungen zugegen. Seine Beteiligung bestand darin, die medizinische Sicherheit des eingesetzten SS-Sanitätsdienstgrades (SDG) zu gewährleisten, falls dieser beim Umgang mit den Giftstoffen einen Unfall erleide.
Ferner vertrat er den Lagerarzt Friedrich Entress bei den Arztvorstellungen und bei Selektionen von Häftlingen im Häftlingskrankenbau des Stammlagers Auschwitz I. Erkrankte Häftlinge, mit geringen Aussichten auf Wiedergenesung und Arbeitsfähigkeit, wurden dabei ausgesondert und durch Sanitätsdienstgrade (SDG) später in Block 10 durch eine Phenolinjektion ins Herz getötet.
Im Interesse an seinen Forschungen zu den Veränderungen im menschlichen Organismus als Folge von Hunger, insbesondere zur braunen Atrophie, erhielt Kremer die Erlaubnis, Häftlinge nach ihrem Tod zu obduzieren und den Leichen Teile von Leber, Milz und Bauchspeicheldrüse zu entnehmen.
Über seine Zeit in Auschwitz verfasste Kremer ein Tagebuch über den Holocaust aus Sicht eines Täters, in dem Alltägliches neben Unvorstellbarem zu finden ist. Das Tagebuch war Beweismittel in zahlreichen Prozessen und wurde sehr häufig zitiert (Auszüge siehe unten).

## Leben nach dem Krieg
Im August 1945 wurde Kremer von den Briten verhaftet und im Internierungslager Neuengamme interniert. Bei einer Hausdurchsuchung wurde sein Tagebuch beschlagnahmt und später den polnischen Behörden zur Verfügung gestellt. Kremer wurde an Polen ausgeliefert und vom Obersten Nationalen Tribunal Polens im Krakauer Auschwitzprozess am 22. Dezember 1947 zum Tode verurteilt.
Kremer sollte im Januar 1948 hingerichtet werden. Kurz vor dem Hinrichtungstermin wurde er zu lebenslanger Freiheitsstrafe begnadigt und im Januar 1958 wegen guter Führung entlassen. Er wurde in die Bundesrepublik Deutschland abgeschoben, und die Westfälische Wilhelms-Universität bereitete dem „Spätheimkehrer“ einen feierlichen Empfang.
Vor der Schwurgerichtskammer des Landgerichts Münster wurde Kremer allerdings bald darauf wegen Mordes angeklagt. Am 29. November 1960 verurteilte ihn das Gericht wegen Beihilfe zum Mord in zwei Fällen zu einer Gesamtzuchthausstrafe von 10 Jahren. Die polnische Strafhaft wurde als hinreichende Sühne angesehen und Kremer war frei.
Am 4. Juni 1964 sagte Kremer im 1. Frankfurter Auschwitz-Prozess aus, diesmal als Zeuge. Kremer verstarb im Januar 1965 in Münster.

## Kremers Tagebuch
Als Lagerarzt verfasste Kremer 1942 im KZ Auschwitz-Birkenau ein ausführliches Tagebuch, in dem er unter anderem 15 „Selektionen“ und „Sonderaktionen“ (Vergasungen) andeutete.
Auszüge:
2. September 1942: „Zum ersten Mal draußen um 3 Uhr früh zu einer Sonderaktion zugegen. Im Vergleich hierzu erscheint mir Dantes Inferno wie eine Komödie. Umsonst wird Auschwitz nicht das Lager der Vernichtung genannt.“ (Convoi 27 aus dem Sammellager Drancy – von 1000 Juden wurden 761 in die Gaskammer selektiert.)
5. September 1942: „Heute Mittag aus dem Frauenkrankenlager Muselmänner: das Schrecklichste der Schrecken. Hschf. Thilo Truppenarzt hat recht wenn er mir heute sagte, wir befänden uns hier am Anus Mundi.“ (800 kranke Frauen selektiert.)
6. September 1942: „Abends am 8 Uhr wieder zur Sonderaktion draussen.“ (Von 1014 Juden des Convoi 28 aus dem Sammellager Drancy werden 759 in die Gaskammer selektiert.) Am selben Tag: „Heute Sonntag, ausgezeichnetes Mittagessen. Tomatensuppe, ein halbes Huhn mit Kartoffeln und Rotkohl. Süßspeise und herrliches Vanilleeis.“
9. September 1942: „Abends bei einer Sonderaktion zugegen.“ (Von 1000 jüdischen Männern, Frauen und Kindern des Convoi 29 aus dem Sammellager Drancy werden 689 in die Gaskammer selektiert.)
17. September 1942: „In Berlin bei der Kleiderkasse Allwettermantel bestellt nach Schneidermaßen: Bis Taille 48, Ganze Länge 133, Halber Rücken 22, Bis Ellenbogen 51, Ganze Ärmellänge 81, Oberweite 107, Taillenweite 100, Gesäß 124. Uniformbezugsschein dafür beigegeben, d. h. für einen Uniform-Wetterschutzmantel. Heute mit Dr. Meyer das Frauenlager Birkenau besucht.“
20. September 1942: „Heute Sonntagnachmittag von 3–6 Uhr Konzert der Häftlingskapelle in herrlichem Sonnenschein angehört: Kapellmeister Dirigent der Warschauer Staatsoper. 80 Musiker, Mittags gab’s Schweinebraten, abends gebackene Schleie.“
23. September 1942: Abendessen nach der Selektion von 641 Deportierten des Convoi 35 aus dem Sammellager Drancy: „Es gab gebackenen Hecht, soviel jeder wünschte, echten Bohnenkaffee und ausgezeichnetes Bier.“
17. Oktober 1942: „Bei einem Strafvollzug und 11 Exekutionen zugegen. Lebendfrisches Material von Leber, Milz und Pankreas nach Pilocarpininjektion entnommen. Mit Wirths nach Nikolai gefahren; vorher eröffnete er mir, dass ich länger bleiben müsse.“
18. Oktober 1942: „Bei nasskaltem Wetter heute Sonntagmorgen bei der 11. Sonderaktion (Holländer) zugegen. Grässliche Scenen bei drei Frauen, die ums nackte Leben flehen.“
19. Oktober 1942: „Mit Ostuf. Eduard Wirths und Frau Höss nach Kattowitz gefahren zum Einkauf von Schulterstücken für den Wettermantel. Zurück über Nikolai.“
24. Oktober 1942: „6 Frauen von der Budyer Revolte abgeimpft (Klehr).“ (Anmerkung: „abgeimpft“ bedeutet ermordet, vermutlich durch Phenolinjektion. Budy war ein Außenlager des KZ Auschwitz, in dem 1942 400 weibliche Häftlinge einer Strafkompanie Gräben ausheben mussten.)
25. Oktober 1942: „Heute, Sonntag, bei wunderschönem Herbstwetter Radtour über Raisko nach Budy. Wilhelmy von seiner Fahrt nach Kroatien wieder zurück (Zwetschgenschnaps).“
31. Oktober 1942: „Seit etwa 14 Tagen wunderschönes Herbstwetter, welches tagaus tagein im Garten des Hauses der Waffen-SS zu Sonnenbädern Veranlassung gibt. Selbst die klaren Nächte sind verhältnismäßig mild. Weil Thilo und Meyer auf Heimaturlaub, bin ich mit den Funktionen des Truppenarztes betraut. Wegen notwendiger Reise zu meiner Dienstbehörde 5-tägigen Urlaub zum SS-Lazarett Prag beantragt.“